# Kunstjahr 1759
Liste der Kunstjahre

1757 | 1758 | Kunstjahr 1759 | 1760 | 1761 | 1762 | 1763 | ► | ►►

Weitere Ereignisse
Dieser Artikel behandelt das Kunstjahr 1759.

## Ereignisse
- 15. Januar: Das British Museum im Londoner Stadtteil Bloomsbury wird eröffnet.

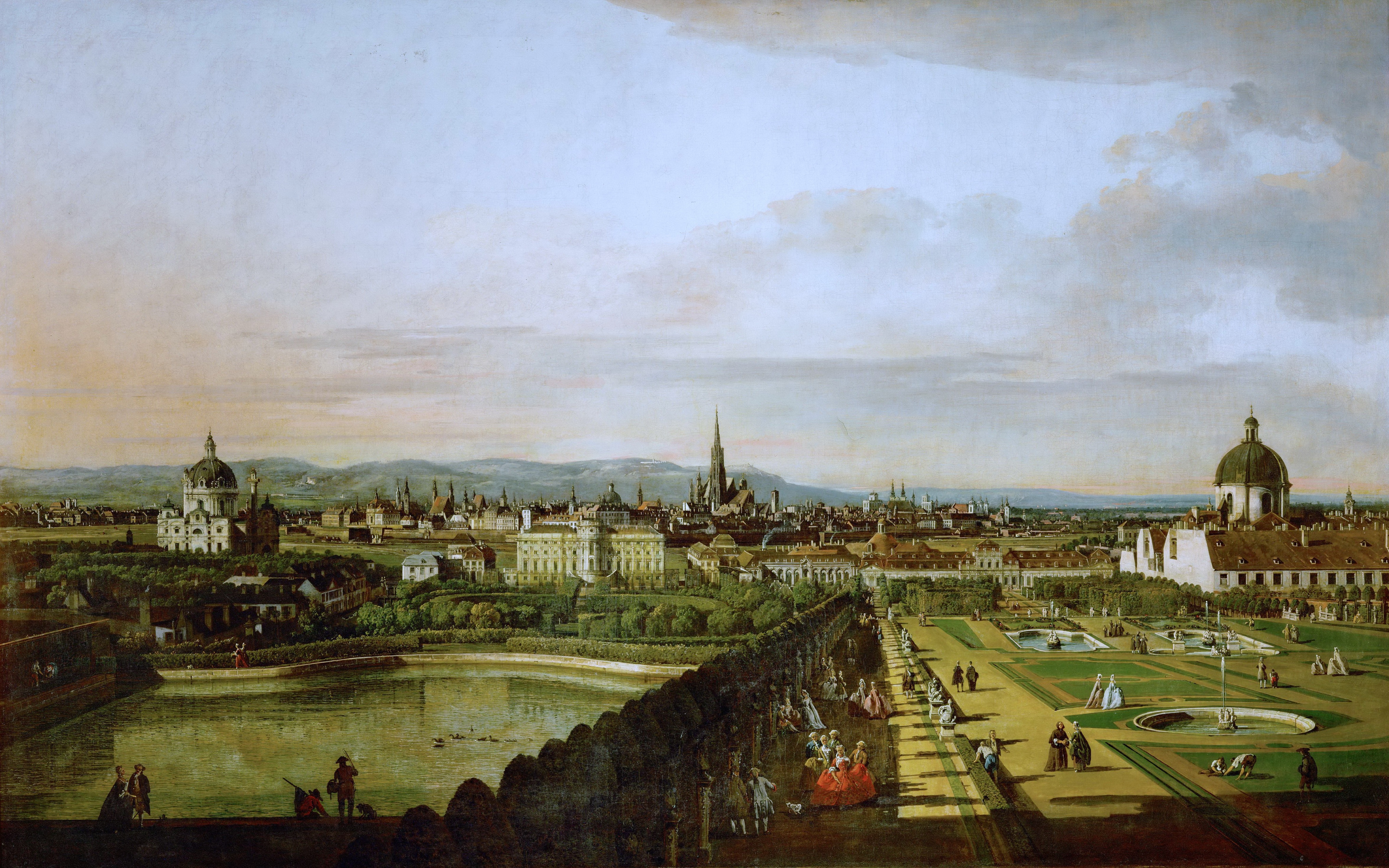
Canaletto: Wien, vom Belvedere aus gesehen

Nach einem erfolglosen Versuch, in Bayreuth Arbeit zu finden, kommt Bernardo Bellotto, genannt Canaletto im Jänner nach Wien, wo er zwei Jahre bleiben wird. In dieser Zeit entstehen insgesamt 13 Bilder: Vermutlich für den Kaiserhof werden sechs, als Pendants konzipierte, Wiener städtische Interieurs geschaffen, dazu zwei Ansichten von Schloss und Park Schönbrunn, ein Panorama der Stadt vom Belvedere und vier Ansichten von Schloss Hof.

## Geboren
- 10. Februar: Carlo Lasinio, italienischer Zeichner, Radierer und Kupferstecher († 1838)
- 21. Februar: Ludovike Simanowiz, württembergische Malerin des Klassizismus († 1827)
- 02. März: Jean Baptiste Audebert, französischer Naturforscher und Maler († 1800)
- 20. Mai: William Thornton, britisch-US-amerikanischer Architekt und Erfinder († 1828)
- 25. Mai: Franz Paul von Herbert, österreichischer Kunstmäzen und Vertreter der Aufklärung († 1811)
- 10. Juli: Pierre-Joseph Redouté, französischer Maler († 1840)
- 15. August: Jacques Augustin, französischer Porträt- und Miniaturmaler († 1832)
- 16. Dezember: Charles Guillaume Alexandre Bourgeois, französischer Maler und Physiker († 1832)
- 26. Dezember: Johann Georg von Dillis, deutscher Maler († 1841)

- Louis-André-Gabriel Bouchet, französischer Porträt- und Historienmaler des Klassizismus († 1842)

## Gestorben
- 27. März: August Johann Rösel von Rosenhof, deutscher Naturforscher und Miniaturmaler (* 1705)
- 30. April: Bernardo De Dominici, italienischer Maler und Kunsthistoriker (* 1683)
- 13. Mai: Lambert-Sigisbert Adam, französischer Bildhauer (* 1700)
- 4. September: Girolamo Chiti, italienischer Komponist (* 1693)
- 27. September: Gaetano Fanti, italienischer Freskenmaler (* 1687)

- Hattori Nankaku, japanischer Dichter und Maler (* 1683)